# Melampodium sinaloense
Melampodium sinaloense là một loài thực vật có hoa trong họ Cúc. Loài này được Stuessy mô tả khoa học đầu tiên năm 1970.